# Обикновен щипок
Обикновеният щипок (Cobitis taenia) е вид лъчеперка от семейство Cobitidae. Видът не е застрашен от изчезване.

## Разпространение и местообитание
Разпространен е в Беларус, Белгия, Великобритания, Германия, Дания, Естония, Латвия, Литва, Люксембург, Молдова, Нидерландия, Норвегия, Полша, Русия, Словакия, Украйна, Финландия, Франция, Чехия и Швеция.
Обитава пясъчните дъна на сладководни басейни, морета, реки и потоци. Среща се на дълбочина от 0,6 до 2,6 m.

## Описание
На дължина достигат до 9,5 cm.
Продължителността им на живот е около 5 години.